# 布兰特·埃弗雷特
布兰特·埃弗雷特（英語：Brent Everett，1984年2月10日—）是加拿大的一位GV男優和導演。从2004年开始，已经在美国多个制片厂拍摄了14部色情片。

## 生平
在刚出道时，布兰特·埃弗雷特一般被认为是年轻貌美的“twink”，但之后的演出显露出许多肌肉，以至于越来越不适合这一称谓。他的手臂上有一些纹身，右臂有一个卷轴图案，上面是“达斯汀”三个汉字。